# Manuel Soares dos Reis
Pour les articles homonymes, voir Soares dos Reis.
Manuel José Soares dos Reis est un footballeur portugais né le 11 mars 1910 à Penafiel et mort le 15 avril 1990. Il évoluait au poste de gardien de but.

## Biographie

### En club
Manuel Soares dos Reis joue d'abord dans les clubs du Leça FC et du Boavista FC,.
C'est sous les couleurs du FC Porto qu'il connaît ses plus grands succès. Il est sacré champion du Portugal à trois reprises en 1935, 1939 et 1940.
Il dispute un total de 52 matchs en première division portugaise.

### En équipe nationale
International portugais, il reçoit quatre sélections en équipe du Portugal entre 1934 et 1936.
Son premier match est disputé le 11 mars 1934 dans le cadre du match aller d'une double confrontation contre l'Espagne pour les qualifications pour la Coupe du monde 1934, l'équipe portugaise subit une lourde défaite 0-9 à Madrid. Présent dans les cages pendant les 15 premières minutes, il est remplacé par Augusto Amaro.
Son dernier match a lieu le 27 février 1936 en amical contre l'Allemagne (défaite 1-3 à Lisbonne).

## Palmarès
Avec le FC Porto :
- Champion du Portugal en 1935, 1939 et 1940
- Vainqueur du Campeonato de Portugal (ancêtre de la Coupe du Portugal) en 1937